# دیوید رامیرز (بازیکن فوتبال، زاده ۱۹۸۱)
دیوید رامیرز (انگلیسی: David Ramírez؛ زادهٔ ۱۸ فوریهٔ ۱۹۸۱) بازیکن فوتبال اهل آرژانتین است.
از باشگاه‌هایی که در آن بازی کرده‌است می‌توان به باشگاه فوتبال پومفرادینا، باشگاه فوتبال ولز سارسفیلد، و باشگاه فوتبال گودوی کروز اشاره کرد.